# 벨기에 여자 농구 국가대표팀
벨기에 여자 농구 국가대표팀(네덜란드어: Belgisch nationaal vrouwenbasketbalteam, 프랑스어: Équipe de Belgique féminine de basket-ball, 독일어: Belgische Basketballnationalmannschaft der Damen)은 벨기에를 대표하여 국가대항전에 참가하는 여자 농구 국가대표팀이다.

## 역대 성적

### 올림픽
| 올림픽 기록 | 올림픽 기록 | 올림픽 기록 | 올림픽 기록 | 올림픽 기록 |
| 연도        | 결과        | 경기        | 승          | 패          |
| ----------- | ----------- | ----------- | ----------- | ----------- |
| 1976년      | 진출 실패   | 진출 실패   | 진출 실패   | 진출 실패   |
| 1980년      | 진출 실패   | 진출 실패   | 진출 실패   | 진출 실패   |
| 1984년      | 진출 실패   | 진출 실패   | 진출 실패   | 진출 실패   |
| 1988년      | 진출 실패   | 진출 실패   | 진출 실패   | 진출 실패   |
| 1992년      | 진출 실패   | 진출 실패   | 진출 실패   | 진출 실패   |
| 1996년      | 진출 실패   | 진출 실패   | 진출 실패   | 진출 실패   |
| 2000년      | 진출 실패   | 진출 실패   | 진출 실패   | 진출 실패   |
| 2004년      | 진출 실패   | 진출 실패   | 진출 실패   | 진출 실패   |
| 2008년      | 진출 실패   | 진출 실패   | 진출 실패   | 진출 실패   |
| 2012년      | 진출 실패   | 진출 실패   | 진출 실패   | 진출 실패   |
| 2016년      | 진출 실패   | 진출 실패   | 진출 실패   | 진출 실패   |
| 2020년      | 7위         | 4           | 2           | 2           |
| 2024년      |             |             |             |             |